# Chemical Science
Chemical Science es una revista científica revisada por pares que abarca los aspectos de la química. Fue establecida en julio de 2010 por la Royal Society of Chemistry. La revista fue galardonada como «Best New Journal 2011» por la Association of Learned and Professional Society Publishers.
En enero de 2015, la revista pasó a un modelo de publicación de acceso abierto.

## Resúmenes e indexación
La revista tiene resúmenes e indexación en: 
- Science Citation Index Expanded
- Current Contents/Physical, Chemical & Earth Sciences
- Chemical Abstracts Service
- Directory of Open Access Journals

Según el Journal Citation Reports, la revista tiene un factor de impacto de 7.6 (2023).